# Puchar Azji w Piłce Nożnej Kobiet 2026 (eliminacje)
Eliminacje do Pucharu Azji w piłce nożnej kobiet rozpoczęły się 23 czerwca, a zakończą się 5 lipca 2025 roku. Eliminacje mają na celu wyłonienie ośmiu drużyn, które obok gospodarza, reprezentacji Australii, oraz trzech najlepszych drużyn poprzedniej edycji - Chin, Korei Południowej i Japonii zagrają w turnieju finałowym.

## Format eliminacji
W kwalifikacjach biorą udział 34 reprezentacje. Zespoły są podzielone na 8 grup. Zwycięzcy grup awansują do turnieju finałowego.

## Losowanie grup
Na podstawie:
Do udziału w eliminacjach zgłosiły się 34 federacje krajowe. Drużyny zostały podzielone na sześć koszyków, z czego jeden uwzględnia jedynie gospodarzy grup. W nawiasie podano pozycję w rankingu FIFA przed losowaniem.
| Koszyk 1                                                        |
| --------------------------------------------------------------- |
| Korea Północna (9) Filipiny (41) Chińskie Tajpej (42) Iran (68) |

| Koszyk 2                                                                 |
| ------------------------------------------------------------------------ |
| Indie (69) Hongkong (80) Bahrajn (92) Guam (96) Nepal (99) Malezja (102) |

| Koszyk 3 |
| --- |
| Laos (107) Zjednoczone Emiraty Arabskie (112) Mongolia (126) Liban (131) Bangladesz (133) Kirgistan (135) Palestyna (136) |

| Koszyk 4 |
| --- |
| Singapur (139) Turkmenistan (141) Pakistan (157) Sri Lanka (158) Timor Wschodni (159) Malediwy (163) Arabia Saudyjska (166) |

| Koszyk 5                |
| ----------------------- |
| Bhutan (171) Irak (173) |

| Koszyk gospodarzy |
| --- |
| Wietnam (37) Tajlandia (47) Uzbekistan (50) Mjanma (55) Jordania (74) Indonezja (94) Kambodża (118) Tadżykistan (155) |

## Grupy
Na podstawie:
Legenda do tabelek
- Pkt – liczba punktów
- M – liczba meczów
- W – wygrane
- R – remisy
- P – porażki
- Br+ – bramki zdobyte
- Br− – bramki stracone
- +/− – różnica bramek

### Grupa A
Wszystkie mecze tej grupy odbyły się w Jordanii w dniach 7-19 lipca.
| Lp. | Drużyna      | M | Mecze | Mecze | Mecze | Bramki | Bramki | Bramki | Pkt |
| Lp. | Drużyna      | M | W     | R     | P     | +      | −      | +/−    | Pkt |
| --- | ------------ | - | ----- | ----- | ----- | ------ | ------ | ------ | --- |
| 1.  | Iran         | 0 | 0     | 0     | 0     | 0      | 0      | 0      | 0   |
| 2.  | Jordania (H) | 0 | 0     | 0     | 0     | 0      | 0      | 0      | 0   |
| 3.  | Liban        | 0 | 0     | 0     | 0     | 0      | 0      | 0      | 0   |
| 4.  | Singapur     | 0 | 0     | 0     | 0     | 0      | 0      | 0      | 0   |
| 5.  | Bhutan       | 0 | 0     | 0     | 0     | 0      | 0      | 0      | 0   |

| 7 lipca 2025 CEST | Liban | – | Jordania | Stadion Króla Abdullaha, Amman (Jordania) |
|                   |       |   |          |                                           |

| 7 lipca 2025 CEST | Bhutan | – | Singapur | Stadion Króla Abdullaha, Amman (Jordania) |
|                   |        |   |          |                                           |

| 10 lipca 2025 CEST | Singapur | – | Iran | Stadion Króla Abdullaha, Amman (Jordania) |
|                    |          |   |      |                                           |

| 10 lipca 2025 CEST | Bhutan | – | Liban | Stadion Króla Abdullaha, Amman (Jordania) |
|                    |        |   |       |                                           |

| 13 lipca 2025 CEST | Iran | – | Bhutan | Stadion Króla Abdullaha, Amman (Jordania) |
|                    |      |   |        |                                           |

| 13 lipca 2025 CEST | Jordania | – | Singapur | Stadion Króla Abdullaha, Amman |
|                    |          |   |          |                                |

| 16 lipca 2025 CEST | Jordania | – | Bhutan | Stadion Króla Abdullaha, Amman |
|                    |          |   |        |                                |

| 16 lipca 2025 CEST | Liban | – | Iran | Stadion Króla Abdullaha, Amman (Jordania) |
|                    |       |   |      |                                           |

| 19 lipca 2025 CEST | Singapur | – | Liban | Stadion Króla Abdullaha, Amman (Jordania) |
|                    |          |   |       |                                           |

| 19 lipca 2025 CEST | Iran | – | Jordania | Stadion Króla Abdullaha, Amman (Jordania) |
|                    |      |   |          |                                           |

### Grupa B
Wszystkie mecze tej grupy odbyły się w Tajlandii w dniach 23 czerwca-5 lipca.
| Lp. | Drużyna            | M | Mecze | Mecze | Mecze | Bramki | Bramki | Bramki | Pkt |
| Lp. | Drużyna            | M | W     | R     | P     | +      | −      | +/−    | Pkt |
| --- | ------------------ | - | ----- | ----- | ----- | ------ | ------ | ------ | --- |
| 1.  | Indie              | 3 | 3     | 0     | 0     | 22     | 0      | +22    | 9   |
| 2.  | Tajlandia (H)      | 3 | 3     | 0     | 0     | 22     | 0      | +22    | 9   |
| 3.  | Irak (E)           | 4 | 1     | 1     | 2     | 5      | 14     | −9     | 4   |
| 4.  | Timor Wschodni (E) | 3 | 0     | 1     | 2     | 0      | 8      | −8     | 1   |
| 5.  | Mongolia (E)       | 3 | 0     | 0     | 3     | 2      | 29     | −27    | 0   |

| 23 czerwca 2025 11:00 CEST | Mongolia | 0:13(0:4)Raport | Indie · 8' Basfore · 20', 59' Guguloth · 29', 45', 46', 53', 55' Xaxa · 67' Haldar · 71' Prasad · 73', 86' Selladurai · 75' (k) Dangmei | 700th Anniversary Stadium, Chiang Mai (Tajlandia) Sędzia: Jon Sol-mi |
|                            |          |                 | |                                                                      |

| 23 czerwca 2025 14:30 CEST | Irak | 0:0(0:0)Raport | Timor Wschodni | 700th Anniversary Stadium, Chiang Mai (Tajlandia) Sędzia: Nurul Ain Izatty Zainal |
|                            |      |                |                |                                                                                   |

| 26 czerwca 2025 11:00 CEST | Irak · Al Jawahiri 9', 27', 46' · Al Ghazawi 18' · Khalaf 33' | 5:2(4:2)Raport | Mongolia · 8' Bayanmunkh · 25' Badamkhatan | 700th Anniversary Stadium, Chiang Mai (Tajlandia) Sędzia: Pak Un-jong |
|                            |                                                               |                |                                            |                                                                       |

| 26 czerwca 2025 14:30 CEST | Timor Wschodni | 0:4(0:3)Raport | Tajlandia · 6', 31', 45' Pengngam · 90+2' Somnuek | 700th Anniversary Stadium, Chiang Mai (Tajlandia) Sędzia: Azusa Sugino |
|                            |                |                |                                                   |                                                                        |

| 29 czerwca 2025 11:00 CEST | Indie · Kalyan 12', 80' · Tamang 58' · Kom 85' | 4:0(1:0)Raport | Timor Wschodni | 700th Anniversary Stadium, Chiang Mai (Tajlandia) Sędzia: Doumouh Al Bakkar |
|                            |                                                |                |                |                                                                             |

| 29 czerwca 2025 14:30 CEST | Tajlandia · Kwaenkasikarm 13', 77', 82' · Manowang 36' · Jeeratanapavibul 45+3' · Phomsri 58', 65' | 7:0(3:0)Raport | Irak | 700th Anniversary Stadium, Chiang Mai Sędzia: Kim Yu-jeong |
|                            | |                |      |                                                            |

| 2 lipca 2025 11:00 CEST | Indie · Basfore 14' · Kalyan 44' · Angamuthu 48' · Devi 64' · 81' | 5:0(2:0)Raport | Irak | 700th Anniversary Stadium, Chiang Mai (Tajlandia) |
|                         |                                                                   |                |      |                                                   |

| 2 lipca 2025 14:30 CEST | Mongolia | – | Tajlandia | 700th Anniversary Stadium, Chiang Mai (Tajlandia) |
|                         |          |   |           |                                                   |

| 5 lipca 2025 11:00 CEST | Timor Wschodni | – | Mongolia | 700th Anniversary Stadium, Chiang Mai (Tajlandia) |
|                         |                |   |          |                                                   |

| 5 lipca 2025 14:30 CEST | Tajlandia | – | Indie | 700th Anniversary Stadium, Chiang Mai |
|                         |           |   |       |                                       |

### Grupa C
Wszystkie mecze tej grupy odbyły się w Mjanmie w dniach 29 czerwca-5 lipca.
| Lp. | Drużyna          | M | Mecze | Mecze | Mecze | Bramki | Bramki | Bramki | Pkt |
| Lp. | Drużyna          | M | W     | R     | P     | +      | −      | +/−    | Pkt |
| --- | ---------------- | - | ----- | ----- | ----- | ------ | ------ | ------ | --- |
| 1.  | Bangladesz (A)   | 2 | 2     | 0     | 0     | 9      | 1      | +8     | 6   |
| 2.  | Mjanma (E, H)    | 2 | 1     | 0     | 1     | 9      | 2      | +7     | 3   |
| 3.  | Bahrajn (E)      | 2 | 0     | 1     | 1     | 2      | 9      | −7     | 1   |
| 4.  | Turkmenistan (E) | 2 | 0     | 1     | 1     | 2      | 10     | −8     | 1   |

| 29 czerwca 2025 11:30 CEST | Mjanma · Win Win 10', 26', 37' · Khin Mo Mo Tun 45+1', 74' · Saw Thaw Thaw 47' · May Htet Lu 51' · Tun Shwe Yee 90+2' | 8:0(4:0)Raport | Turkmenistan | Thuwunna Stadium, Rangun Sędzia: Mu Mingxin |
|                            | |                |              |                                             |

| 29 czerwca 2025 14:30 CEST | Bahrajn | 0:7(0:5)Raport | Bangladesz · 10' Shamsunnahar · 16' Chakma · 40' Kisku · 45+2', 45+4' Khatun · 60' (sam.) Al Ali · 74' Akhter | Thuwunna Stadium, Rangun (Mjanma) Sędzia: Kanika Barman |
|                            |         |                | |                                                         |

| 2 lipca 2025 11:30 CEST | Bangladesz | – | Mjanma | Thuwunna Stadium, Rangun (Mjanma) |
|                         |            |   |        |                                   |

| 2 lipca 2025 14:30 CEST | Turkmenistan | – | Bahrajn | Thuwunna Stadium, Rangun (Mjanma) |
|                         |              |   |         |                                   |

| 5 lipca 2025 11:30 CEST | Mjanma | – | Bahrajn | Thuwunna Stadium, Rangun |
|                         |        |   |         |                          |

| 5 lipca 2025 14:30 CEST | Bangladesz | – | Turkmenistan | Thuwunna Stadium, Rangun (Mjanma) |
|                         |            |   |              |                                   |

### Grupa D
Wszystkie mecze tej grupy odbyły się w Indonezji w dniach 29 czerwca-5 lipca.
| Lp. | Drużyna         | M | Mecze | Mecze | Mecze | Bramki | Bramki | Bramki | Pkt |
| Lp. | Drużyna         | M | W     | R     | P     | +      | −      | +/−    | Pkt |
| --- | --------------- | - | ----- | ----- | ----- | ------ | ------ | ------ | --- |
| 1.  | Chińskie Tajpej | 2 | 2     | 0     | 0     | 11     | 0      | +11    | 6   |
| 2.  | Pakistan        | 2 | 1     | 0     | 1     | 2      | 8      | −6     | 3   |
| 3.  | Indonezja (H)   | 2 | 1     | 0     | 1     | 1      | 2      | −1     | 3   |
| 4.  | Kirgistan (E)   | 2 | 0     | 0     | 2     | 0      | 4      | −4     | 0   |

| 29 czerwca 2025 10:30 CEST | Chińskie Tajpej · Pu Hsin-hui 13' · Chen Jin-wen 15' · Su Yu-hsuan 40' · Hsu Yi-yun 66' · Lin Hsin-hui 85' · Liu Yu-chiao 88' · He Jia-shiuan 90+1', 90+2' | 8:0(3:0)Raport | Pakistan | Indomilk Arena, Tangerang (Indonezja) |
|                            | |                |          |                                       |

| 29 czerwca 2025 15:00 CEST | Indonezja · Warps 66' | 1:0(0:0)Raport | Kirgistan | Indomilk Arena, Tangerang |
|                            |                       |                |           |                           |

| 2 sierpnia 2025 10:30 CEST | Kirgistan | – | Chińskie Tajpej | Indomilk Arena, Tangerang (Indonezja) |
|                            |           |   |                 |                                       |

| 2 sierpnia 2025 15:00 CEST | Pakistan | – | Indonezja | Indomilk Arena, Tangerang (Indonezja) |
|                            |          |   |           |                                       |

| 5 sierpnia 2025 10:30 CEST | Kirgistan | – | Pakistan | Indomilk Arena, Tangerang (Indonezja) |
|                            |           |   |          |                                       |

| 5 sierpnia 2025 15:00 CEST | Chińskie Tajpej | – | Indonezja | Indomilk Arena, Tangerang (Indonezja) |
|                            |                 |   |           |                                       |

### Grupa E
Wszystkie mecze tej grupy odbyły się w Wietnamie w dniach 29 czerwca-5 lipca.
| Lp. | Drużyna                          | M | Mecze | Mecze | Mecze | Bramki | Bramki | Bramki | Pkt |
| Lp. | Drużyna                          | M | W     | R     | P     | +      | −      | +/−    | Pkt |
| --- | -------------------------------- | - | ----- | ----- | ----- | ------ | ------ | ------ | --- |
| 1.  | Wietnam (H)                      | 2 | 2     | 0     | 0     | 13     | 0      | +13    | 6   |
| 2.  | Guam                             | 2 | 1     | 1     | 0     | 3      | 0      | +3     | 4   |
| 3.  | Zjednoczone Emiraty Arabskie (E) | 2 | 0     | 1     | 1     | 0      | 6      | −6     | 1   |
| 4.  | Malediwy (E)                     | 2 | 0     | 0     | 2     | 0      | 10     | −10    | 0   |

| 29 czerwca 2025 11:00 CEST | Guam | 0:0(0:0)Raport | Zjednoczone Emiraty Arabskie | Việt Trì Stadium, Việt Trì (Wietnam) |
|                            |      |                |                              |                                      |

| 29 czerwca 2025 14:00 CEST | Wietnam · Ngân Thị Vạn Sự 7', 9', 22' · Nguyễn Thị Bích Thùy 11' · Nguyễn Thị Mỹ Anh 28' · Minh Chuyên Ngọc 42' · Phạm Hải Yến 68' | 7:0(6:0)Raport | Malediwy | Việt Trì Stadium, Việt Trì |
|                            | |                |          |                            |

| 2 lipca 2025 11:00 CEST | Malediwy | – | Guam | Việt Trì Stadium, Việt Trì (Wietnam) |
|                         |          |   |      |                                      |

| 2 lipca 2025 14:00 CEST | Zjednoczone Emiraty Arabskie | – | Wietnam | Việt Trì Stadium, Việt Trì (Wietnam) |
|                         |                              |   |         |                                      |

| 5 lipca 2025 11:00 CEST | Zjednoczone Emiraty Arabskie | – | Malediwy | Việt Trì Stadium, Việt Trì (Wietnam) |
|                         |                              |   |          |                                      |

| 5 lipca 2025 14:00 CEST | Wietnam | – | Guam | Việt Trì Stadium, Việt Trì |
|                         |         |   |      |                            |

### Grupa F
Wszystkie mecze tej grupy odbyły się w Uzbekistanie w dniach 29 czerwca-5 lipca.
| Lp. | Drużyna        | M | Mecze | Mecze | Mecze | Bramki | Bramki | Bramki | Pkt |
| Lp. | Drużyna        | M | W     | R     | P     | +      | −      | +/−    | Pkt |
| --- | -------------- | - | ----- | ----- | ----- | ------ | ------ | ------ | --- |
| 1.  | Uzbekistan (H) | 2 | 2     | 0     | 0     | 17     | 0      | +17    | 6   |
| 2.  | Nepal          | 2 | 2     | 0     | 0     | 17     | 0      | +17    | 6   |
| 3.  | Laos (E)       | 2 | 0     | 0     | 2     | 0      | 16     | −16    | 0   |
| 4.  | Sri Lanka (E)  | 2 | 0     | 0     | 2     | 0      | 18     | −18    | 0   |

| 29 czerwca 2025 14:30 CEST | Nepal · Basnet 12' · Bhandari 45', 55', 74', 79' · Limbu 47' · Kumari Ghising 57' · Kc 83' · 88' (sam.) | 9:0(2:0)Raport | Laos | Stadion Bunyodkor, Taszkent (Uzbekistan) |
|                            | |                |      |                                          |

| 29 czerwca 2025 17:30 CEST | Uzbekistan · Kudratova 3', 7', 52', 73' · Karachik 18', 20' · Xabibullayeva 31', 87', 88' · Shoyimova 68' | 10:0(5:0)Raport | Sri Lanka | Stadion Bunyodkor, Taszkent |
|                            | |                 |           |                             |

| 2 lipca 2025 14:30 CEST | Sri Lanka | – | Nepal | Stadion Bunyodkor, Taszkent (Uzbekistan) |
|                         |           |   |       |                                          |

| 2 lipca 2025 17:30 CEST | Laos | – | Uzbekistan | Stadion Bunyodkor, Taszkent (Uzbekistan) |
|                         |      |   |            |                                          |

| 5 lipca 2025 14:30 CEST | Laos | – | Sri Lanka | Stadion Bunyodkor, Taszkent (Uzbekistan) |
|                         |      |   |           |                                          |

| 5 lipca 2025 17:30 CEST | Uzbekistan | – | Nepal | Stadion Bunyodkor, Taszkent |
|                         |            |   |       |                             |

### Grupa G
Wszystkie mecze tej grupy odbyły się w Kambodży w dniach 29 czerwca-5 lipca.
| Lp. | Drużyna              | M | Mecze | Mecze | Mecze | Bramki | Bramki | Bramki | Pkt |
| Lp. | Drużyna              | M | W     | R     | P     | +      | −      | +/−    | Pkt |
| --- | -------------------- | - | ----- | ----- | ----- | ------ | ------ | ------ | --- |
| 1.  | Filipiny             | 2 | 2     | 0     | 0     | 9      | 0      | +9     | 6   |
| 2.  | Hongkong             | 2 | 1     | 1     | 0     | 2      | 1      | +1     | 4   |
| 3.  | Kambodża (E, H)      | 2 | 0     | 1     | 1     | 1      | 7      | −6     | 1   |
| 4.  | Arabia Saudyjska (E) | 2 | 0     | 0     | 2     | 0      | 4      | −4     | 0   |

| 29 czerwca 2025 11:00 CEST | Filipiny · Sawicki 16' · Serrano 54' · Pino 81' | 3:0(1:0)Raport | Arabia Saudyjska | Morodok Techo National Sports Complex, Phnom Penh (Kambodża) |
|                            |                                                 |                |                  |                                                              |

| 29 czerwca 2025 14:00 CEST | Hongkong · Leung 30' | 1:1(1:0)Raport | Kambodża · 82' | Morodok Techo National Sports Complex, Phnom Penh (Kambodża) |
|                            |                      |                |                |                                                              |

| 2 lipca 2025 11:00 CEST | Arabia Saudyjska | – | Hongkong | Morodok Techo National Sports Complex, Phnom Penh (Kambodża) |
|                         |                  |   |          |                                                              |

| 2 lipca 2025 14:00 CEST | Kambodża | – | Filipiny | Morodok Techo National Sports Complex, Phnom Penh |
|                         |          |   |          |                                                   |

| 5 lipca 2025 11:00 CEST | Filipiny | – | Hongkong | Morodok Techo National Sports Complex, Phnom Penh (Kambodża) |
|                         |          |   |          |                                                              |

| 5 lipca 2025 14:00 CEST | Kambodża | – | Arabia Saudyjska | Morodok Techo National Sports Complex, Phnom Penh |
|                         |          |   |                  |                                                   |

### Grupa H
Wszystkie mecze tej grupy odbyły się w Tadżykistanie w dniach 29 czerwca-5 lipca.
| Lp. | Drużyna            | M | Mecze | Mecze | Mecze | Bramki | Bramki | Bramki | Pkt |
| Lp. | Drużyna            | M | W     | R     | P     | +      | −      | +/−    | Pkt |
| --- | ------------------ | - | ----- | ----- | ----- | ------ | ------ | ------ | --- |
| 1.  | Korea Północna     | 2 | 2     | 0     | 0     | 20     | 0      | +20    | 6   |
| 2.  | Malezja            | 2 | 2     | 0     | 0     | 2      | 0      | +2     | 6   |
| 3.  | Palestyna (E)      | 2 | 0     | 0     | 2     | 0      | 11     | −11    | 0   |
| 4.  | Tadżykistan (E, H) | 2 | 0     | 0     | 2     | 0      | 11     | −11    | 0   |

| 29 czerwca 2025 16:00 CEST | Malezja · Ridzuan 86' | 1:0(0:0)Raport | Palestyna | Stadion Pamir, Duszanbe (Tadżykistan) |
|                            |                       |                |           |                                       |

| 29 czerwca 2025 19:00 CEST | Korea Północna | 10:0(8:0)Raport | Tadżykistan | Stadion Pamir, Duszanbe (Tadżykistan) |
|                            |                |                 |             |                                       |

| 2 lipca 2025 16:00 CEST | Palestyna | – | Korea Północna | Stadion Pamir, Duszanbe (Tadżykistan) |
|                         |           |   |                |                                       |

| 2 lipca 2025 19:00 CEST | Tadżykistan | – | Malezja | Stadion Pamir, Duszanbe |
|                         |             |   |         |                         |

| 5 lipca 2025 16:00 CEST | Korea Północna | – | Malezja | Stadion Pamir, Duszanbe (Tadżykistan) |
|                         |                |   |         |                                       |

| 5 lipca 2025 19:00 CEST | Palestyna | – | Tadżykistan | Stadion Pamir, Duszanbe (Tadżykistan) |
|                         |           |   |             |                                       |

## Strzelczynie

### 5 goli
- Pyari Xaxa

### 4 gole
- Sabitra Bhandari
- Nilufar Kudratova

### 3 gole
- Manisha Kalyan
- Nur Al Jawahiri
- Win Win
- Wirunya Kwaenkasikarm
- Saowalak Pengngam
- Diyora Xabibullayeva
- Ngân Thị Vạn Sự

### 2 gole
- Tohura Khatun
- He Jia-shiuan
- Sangita Basfore
- Soumya Guguloth
- Priyadharshini Selladurai
- Khin Mo Mo Tun
- Karnjanathat Phomsri
- Lyudmila Karachik

### 1 gol
- Rawan Nabeel Al Ali
- Most Munki Akhter
- Ritu Porna Chakma
- Kohati Kisku
- Shamsunnahar
- Chen Jin-wen
- Hsu Yi-yun
- Lin Hsin-hui
- Liu Yu-chiao
- Pu Hsin-hui
- Su Yu-hsuan
- Alexa Pino
- Jaclyn Sawicki
- Meryll Serrano
- Leung Hong Kiu Anke
- Karthika Angamuthu
- Grace Dangmei
- Phanjoubam Nirmala Devi
- Lynda Kom
- Rimpa Haldar
- Malavika Prasad
- Anju Tamang
- Isa Warps
- Tbarek Al Ghazawi
- Hoda Khalaf
- Farahiyah Ridzuan
- May Htet Lu
- Saw Thaw Thaw
- Tun Shwe Yee
- Ulziibayar Badamkhatan
- Munkhzul Bayanmunkh
- Anita Basnet
- Anita Kc
- Rashmi Kumari Ghising
- Saru Limbu
- Panittha Jeeratanapavibul
- Pichayatida Manowang
- Ploychompoo Somnuek
- Maftuna Shoyimova
- Minh Chuyên Ngọc
- Nguyễn Thị Bích Thùy
- Nguyễn Thị Mỹ Anh
- Phạm Hải Yến

### Gole samobójcze
- ? (dla Nepalu)